# Car
Cár je bil naslov južno- in vzhodnoslovanskih (pravoslavnih) vladarjev od Simeona I. Bolgarskega in nekaj njegovih naslednikov, preko srbskega carja Dušana, v Rusiji oz. Moskoviji pa je bil v rabi vladarski naziv ruski car od Ivana Groznega dalje, tudi še od Petra Velikega, ki se je leta 1721 sam okronal za imperatorja Rusije (rus. izraz Rossija) do padca monarhije februarja 1917.
Vladarski naziv car je dal ime posebnemu carističnemu sistemu avtokratske vladavine, poimenovanem tudi kar carizem.
Vladarski naslov car (zapisan tudi kot czar, tzar ali csar), je slovanska različica besede cesar in izvira iz latinskega imena caesar, ki naj bi pomenil 'cesar' ali 'imperator' v evropskem srednjeveškem pomenu besede, vladar z enakim rangom, kot ga je imel rimski cesar in ki ga ima z odobritvijo drugega cesarja ali cerkvenega poglavarja (papeža ali ekumenskega patriarha), vendar z zahodnoevropskega vidika enakovreden kralju. Vsi slovanski carji so prevzeli ta naslov z namenom, da bi zavzeli Konstantinopel kot »mesto carja« oziroma prevzeli njegovo imperialno dediščino in civilizacijo.
Prvi vladar, ki si je nadel naslov car, je bil Bolgar Simeon I., prav tako Simeon II. Bolgarski (1943-46) pa zadnji.
Države, ki so jim nekdaj vladali carji:
- Bolgarija (Prvo bolgarsko carstvo 919–1018; Drugo bolgarsko carstvo 1185–1396; tudi moderno carstvo/kraljevina Bolgarija; tudi Tretje bolgarsko carstvo 1908–1946)
- Srbija (Srbsko carstvo 1346–1371; Štefan Dušan se je 1346 proglasil za Cara Srba i Grka (Cesarja Srbov in Grkov)
- Rusija (Rusko carstvo 1547–1721, v uporabi tudi za Ruski imperij do 1917)